# Volo United Express 6291
Il volo United Express 6291 era un volo di linea regolare tra l'aeroporto internazionale di Washington Dulles di Washington, DC all'aeroporto Internazionale Port Columbus a Columbus, Ohio. Era un servizio operato dall'Atlantic Coast Airlines per conto di United Express.
Il 7 gennaio 1994, il Jetstream 41, in avvicinamento alla pista dell'Aeroporto Internazionale Port Columbus, va in stallo a causa di un errore del pilota: l'incidente ucciderà tutti e tre i membri dell'equipaggio e altri due passeggeri. Gli unici superstiti sono una famiglia di taiwanesi.

## L'equipaggio ed i passeggeri
Il pilota era il comandante Derrick White, di anni 35, con un'esperienza di 3.660 ore di volo, di cui 191 sul Jetstream 41 (150 come comandante). Era assistito dal primo ufficiale Anthony Samuels, di anni 29. Era entrato nella United Express da sei mesi, e aveva registrato 2432 ore, delle quali appena 32 sul Jetstream. L'unica assistente di volo a bordo si chiamava Manuela Walker, 58 anni. 
A bordo erano presenti cinque passeggeri: una famiglia di 3 taiwanesi, padre, madre e figlia piccola, che stavano andando a trovare il figlio maggiore che frequentava l'università di Columbus, William Sallah, 51 anni, un uomo d'affari che viveva nei pressi della città, e David Ryerson, uno studente di 25 anni proveniente da Akron, Ohio.

## L'incidente
Il volo 6291 lasciò il gate del Washington-Dulles alle 21:58, ora locale, per partire alla volta di un volo di 90 minuti, con direzione Columbus.
Erano le 23:10, ora locale, quando il volo 6298 contattò per la prima volta la torre di controllo dell'Aeroporto Internazionale Port Columbus, riferendogli che l'aeromobile stava scendendo da 13,200 ft (4000 m) a 11,000 ft (3400 m). La torre gli assegnò un'inclinazione di 285 gradi, per poter intercettare l'ILS per la pista 28-L, e per portarli a 10,000 ft (3000 m). Alle 23:15 arrivò un aggiornamento delle condizioni meteorologiche: pesanti nuvole a 800 ft (240 m), con leggera neve mista foschia; venti 300 gradi a 4 nodi; visibilità a 2.5 miglia (4km).
L'aeromobile stava scendendo ad un'altitudine di 1250 ft (380 m), quando si attivò lo scuotibarra per 3 secondi. Dopo un secondo e mezzo lo scuotibarra si attivò nuovamente. L'aereo continuò a scendere, fino a schiantarsi contro un edificio industriale a poco meno di due chilometri ad Est della pista 28-L. Dopo lo schianto scoppiò un incendio nei pressi del motore sinistro; solo 3 persone, degli 8 occupanti totali, riuscirono a salvarsi, nonostante la dichiarazione di essere stati ostacolati dalle cinture di sicurezza, troppo difficili da slacciare.

## Le indagini

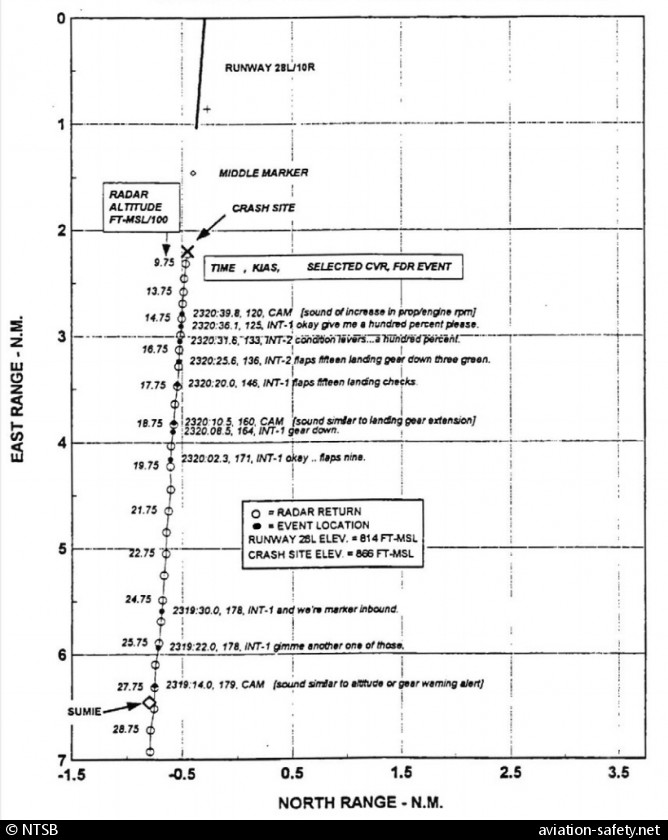
Diagramma NTSB della traiettoria di volo del volo 6291

Dopo l'accaduto, l'NTSB, inizia subito le indagini. Il 6 ottobre 1994 rilascia il proprio rapporto. Nel rapporto sono segnalati come colpevoli l'equipaggio e l'Atlantic Coast Airlines. Inoltre, l'NTSB indica come causa l'avvicinamento mal pianificato eseguito dai piloti, e la loro incapacità nell'utilizzo dei dispositivi elettronici di cui era dotato quel particolare velivolo. L'Atlantic Coast risulta colpevole di non aver messo a disposizione dei piloti adeguati criteri di avvicinamento stabilizzato, simulatori di addestramento e in generale di non aver gestito bene la formazione sulla gestione dell'equipaggio.
In più, il rapporto, raccomanda che il tipo di cinture di sicurezza utilizzate sull'aeromobile venga rimosso dal servizio su tutti gli aerei e che la certificazione dei futuri modelli di cinture di sicurezza includa un test che corrispa alle condizioni sperimentate durante questo incidente.

## Nella cultura di massa
L'incidente del volo United Express 6291 viene ripreso nell'episodio "Rivelazioni in cabina" della diciannovesima stagione del programma canadese Indagini ad alta quota. La puntata viene trasmessa in italiano, su National Geographic il 25 marzo 2019.